# ضیاءالدین برنی
ضیاءالدین مؤیدالملک بَرنی (زادهٔ ۱۲۸۵ میلادی – درگذشتهٔ ۱۳۵۷ میلادی) نظریه‌پرداز سیاست و تاریخ‌نگار مسلمان اهل سلطان‌نشین دهلی بود.

## خانواده
دودمان وی از بزرگان، و همهٔ آن‌ها در خدمات دولتی بودند؛ پدرش نایب و خواجهٔ بَرَن، عمویش، ملک علاءالملک، کوتوال دهلی، و جدّ مادری‌اش سپاه‌سالارِ حسام‌الدین، وکیل‌دار; ملک بَربَک، بود.

## زندگی

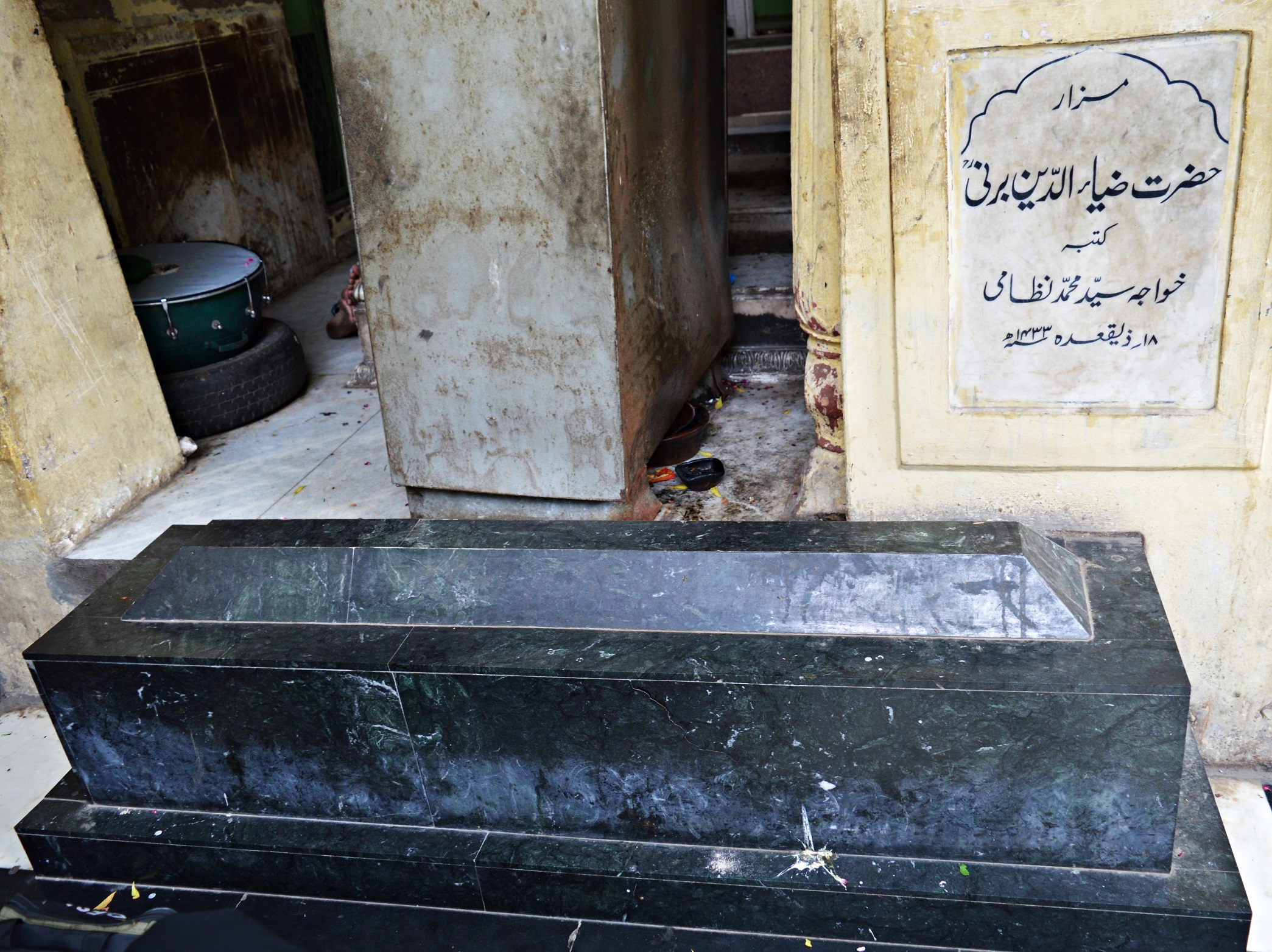
سنگ قبر بَرنی.

برنی در غیاث‌پور سکنی گزید و از مریدانِ نظام‌الدین اولیا شد و در خدمت او مقام و مرتبتی تمام یافت و در محضر وی با دو شاعر پارسی‌گوی هند، امیر خسرو و امیر حسن دهلوی، آشنایی یافت و در میان آن سه تن، دوستی صمیمانه‌ای برقرار شد. او با اشراف و اعیان دهلی مناسبات بسیار خوبی داشت. در سنین پختگی و کمال، به دربار سلطان محمد تُغلُق راه یافت و به دلیل وسعت معلومات و قوّت حافظه و بیان شیرین خود، هفده سال و اندی از ملازمان و ندیمان دستگاه وی بود. پس از مرگ محمد تغلق، احتمالاً احمد ایاز، نایب او در دهلی، که نمی‌دانست لشکریان محمد تغلق، فیروز تغلق را به سلطنت رسانده‌اند، با حمایت بعضی از سرداران و بزرگان دهلی، پسر نابالغ محمد تغلق را بر تخت سلطنت نشاند، اما سرانجام فیروز به سلطنت رسید و برنی - گویا به اتهام همکاری با احمد ایاز - از دربار طرد و مدتی در قلعة پَهِتیز در ناحیهٔ پنجاب زندانی شد. اما بعدها به خدمت فیروز شاه درآمد، و به‌سبب عنایات او به مال و مکنت بسیار رسید تااینکه در هفتادواند سالگی، با گرفتن مایحتاج خود، از دربار کناره گرفت. اواخر زندگی را با تنگدستی گذراند، پیش از مرگ هرچه داشت، حتی جامه‌هایش، را ایثار کرد. پس از ۷۵۸ هجری قمری درگذشت و در غیاث‌پور، پایین آرامگاه پدرش کنار مزار نظام‌الدین، به خاک سپرده شد.

## آثار
از برنی آثاری برجای مانده‌اس که از آن‌جمله‌اند: نعت محمّدی که نسخه‌ای از آن در کتابخانهٔ رضا در رامپور موجود است. در برخی از منابع از اثری به نام ثنای محمّدی نام برده‌اند که احتمالاً نام دیگر نعت محمّدی است. اکرام الناس فی تاریخ البرامکة فی عهد بنی العباس، رساله‌ای در تاریخ خاندان برمکی در روزگار عباسیان و شرح عروج و سقوط دولت ایشان، که ترجمه‌ای است فارسی از کتاب عربی ابوالقاسم محمد طایفی دربارهٔ برمکیان. این کتاب یک بار نیز پیش از ترجمهٔ برنی، به فارسی برگردانده شده بوده‌است. این رساله در ۱۳۰۶ /۱۸۸۹ در بمبئی چاپ سنگی شده و از آن نسخه‌های خطی نیز موجود است.

### فتاوای جهانداری
فتاوای جهانداری، که ترجمان نظریات سیاسی برنی است و آن را به شیوهٔ کتاب مرآةالامرا نوشته و در آن، با نقل حکایت‌ها و تمثیل‌های تاریخی و داستانی و گفته‌های بزرگان، روش‌های درست برای حکومت کردن را بیان کرده است. این کتاب یک بار به اهتمام اته، و بار دیگر به وسیلهٔ ادارهٔ تحقیقات پاکستان دانشگاه پنجاب با حواشی و مقدمهٔ انگلیسیِ افسر سلیم خان انتشار یافته است.

### تاریخ فیروزشاهی
کتاب دیگر او تاریخ فیروزشاهی است که از منابع بسیار مهم در تاریخ سلاطین دهلی و شرح رویدادهای ۹۵ سالهٔ پادشاهان آن خطّه، از آغاز سلطنت غیاث‌الدین بلبن تا ششمین سال سلطنت فیروز شاه محسوب می‌شود. این کتاب در واقع دنبالهٔ طبقات ناصری سراج جوزجانی است که در ۶۸۵ هجری نگاشته‌بود. برنی کار تألیف آن را در حدود هفتاد سالگی آغاز کرد و پس از مرگ سلطان محمد تغلق، کتاب را مرتب و به نام فیروز شاه کرد. وی احوال و آثار بلبن را از پدر و جد خود شنیده بوده و در نظر داشته‌است که شرح وقایع روزگار فیروز شاه را در ۱۰۱ فصل بنویسد، ولی تنها یازده فصل از آن را تألیف کرده است.
برنی در تاریخ فیروزشاهی، اقدامات هشت تن از پادشاهان را بر اساس معیارهای خود دقیقاً ارزیابی کرده‌است و شاید به همین دلیل، او را «بیهقی هند» خوانده‌اند. وی در آغاز کتاب، دربارهٔ اهمیت و فواید دانش تاریخ سخن می‌گوید، پس از اشاره‌ای به مطالعات و تجربیات خود، به شرح وظایف مورخ و شیوهٔ صحیح تاریخ‌نگاری می‌پردازد.